# 維迪尼亞河
52°42′24″N 20°26′41″E / 52.706595°N 20.444824°E

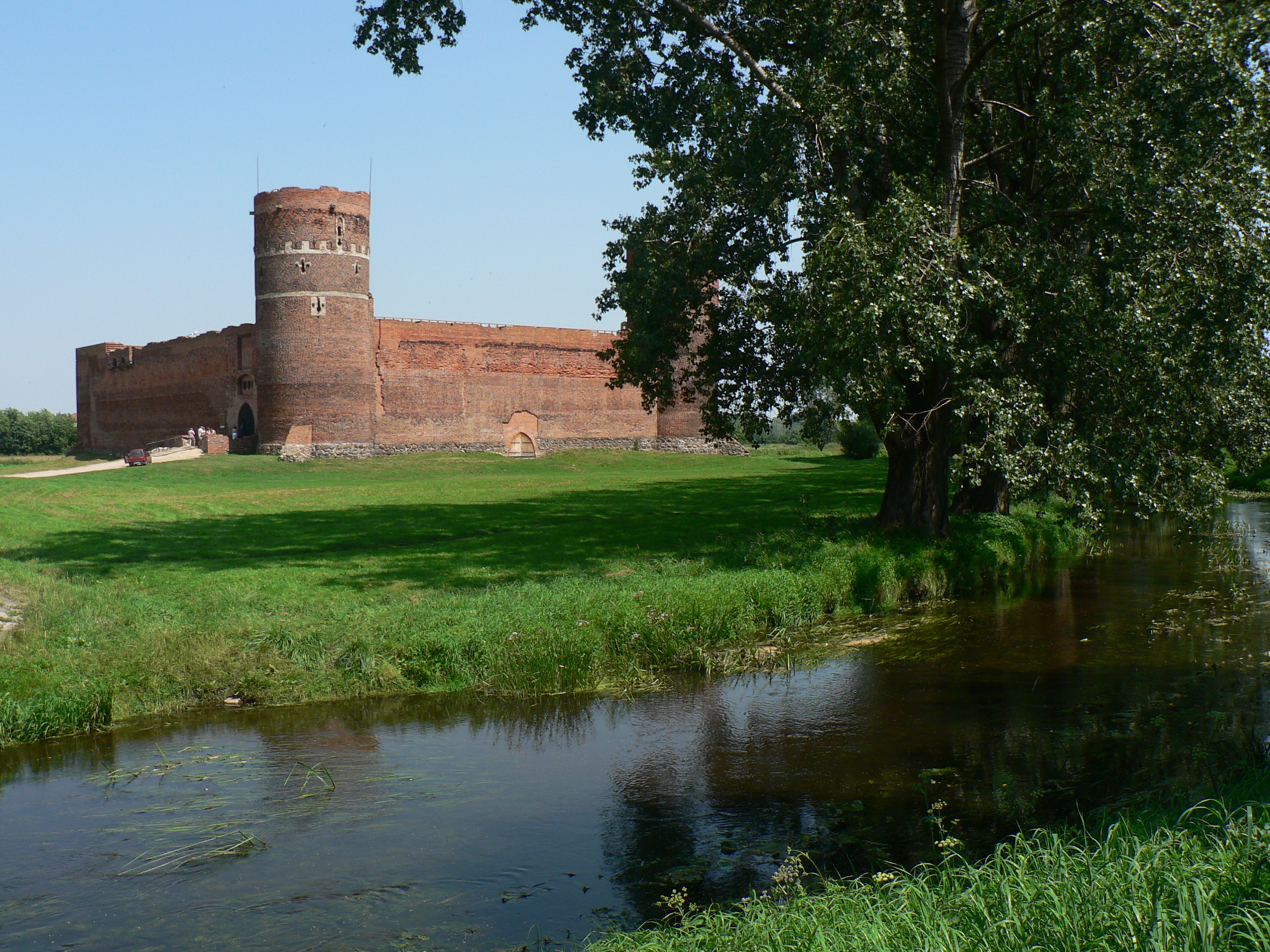

維迪尼亞河是波蘭的河流，位於該國中部，處於馬佐夫舍省，該河流屬於弗克拉河的左支流，河道全長74公里，河畔城鎮有切哈努夫。